# Paracelsus
Paracelsus (született Philippus Theophrastus Aureolus Bombastus von Hohenheim) (Einsiedeln, Schwyz, 1493 körül – Salzburg, 1541. szeptember 24.) svájci orvos, asztrológus, laikus teológus, alkimista, ezoterikus bölcselő, természettudós, polihisztor. Korában főleg orvosként ismerték; a 16. század második fele óta az egyik leghíresebb európai orvos. Okkultistaként és jósként is jelentős hatása volt, ilyen témájú írásait főleg a rózsakeresztesek tanulmányozták a 17. században.
Élete állandó vándorlásban telt, sok helyen ismerték, csodaorvosnak tartották. Értékelése a történelem folyamán sok változáson ment keresztül; egy időben az alkímia tipikus képviselőjét, sőt néha szélhámost láttak benne, a modern korban munkásságát mind az orvostudomány, mind a filozófia történetében nagy jelentőségűnek tartják.
A jatrokémia megalapítója és az orvostudomány megújítója, aki annak részévé tette a sebészetet, amelyet addig nem annyira az orvosok, mint inkább a borbély-felcserek gyakoroltak. Tanításai csak 20 évvel halála után váltak jelentőssé az orvostudomány fejlődésében, amikor egy Paracelsus iskola alakult meg Bázelban. Követőit paracelsistákként emlegették.
Saját kortársai rendkívül kibírhatatlan, de igen nagy tudású embernek ábrázolták.
Közismert nevét csak később, 1529 körül, Celsus római orvos nyomán vette fel, jelentése „Celsus felett álló”.

## Élete
Jómódú családban, a svájci Einsiedelnben született. Édesapja sváb orvos, kémikus, aki a környező bányák és ipari üzemek munkásainak doktora, édesanyja svájci származású volt. 
Édesanyja korán meghalt, apja pedig röviddel ezután a dél-ausztriai Villachba költözött.
Karintiában nevelkedett, középfokú iskoláit Villachban végezte. Korai oktatását – különösen a bányászat, ásványtan, botanika és természetfilozófia területén – apjától kapta. Később több püspök tanította, és nyilvánvalóan az okkultizmus híres képviselőjével, Agrippa von Nettesheimmel is kapcsolatban állt.
Állítólag 16 évesen kezdett orvosi tanulmányokat folytatni a Bázeli Egyetemen, majd Bécsbe költözött. 1510-ben, 17 évesen befejezte orvosi tanulmányait a Bécsi Egyetemen. Valószínűleg több olasz egyetemen is tanult, talán a ferrarai egyetemen is. Nem biztos, hogy doktorált; az egyetlen dokumentum egy bázeli bíró előtt tett személyes beadványnak tűnik. Lehetséges, hogy alacsonyabb orvosi diplomát szerzett Ferrarában, amint azt későbbi katonai sebészi szolgálata is alátámaszthatja, először Velence szolgálatában, majd korai utazásai során máshol.
Olyan univerzális tudásra törekedett, amely nem található meg a könyvekben vagy a tanszékeken, így kiterjedt európai utazások sorozatára indult.
 „Az egyetemeken nem tanítanak mindent – írta –, ezért az orvosnak fel kell keresnie a javasasszonyokat, a varázslókat, a cigányokat,  a vándor törzseket, a rablókat és a betyárokat, és leckéket kell vennie tőlük. Az orvosnak utazónak kell lennie… Az igazi tudás tapasztalat.”  
Úgy vélte, hogy a fogadóstól, a borbélytól vagy a nomád népek vezetőitől többet lehet tanulni, mint Arisztotelész, Galenus, Avicenna száraz tanításaiból vagy korának elismert orvosi tekintélyeitől. Korának orvosait antiorvosoknak is hívta, akik többet ártanak, mint használnak.
1517 és 1524 között bejárta Európa nagy részét, így Itáliát, Franciaországot, Spanyolországot, Portugáliát, Angliát, Németországot, Hollandiát, Dániát,Skandináviát, Lengyelországot, Oroszországot, Magyarországot, Horvátországot, továbbá volt Ródoszon, Konstantinápolyban, és feltehetőleg Egyiptomban, a Szentföldön  és Arábiában is.
1524-ben visszatért villachi otthonába. 1525-ben rövid ideig Salzburgban tartózkodott, majd ezután Strasbourgban létrehozott egy sikeres praxist. Bázelbe hívták, ahol sikeresen kezelte és megmentette a befolyásos humanista és nyomdász, Johannes Frobenius életét. Ennek eredményeként 1527-ben városi orvosnak és a svájci Bázeli Egyetem orvosoktatójának nevezték ki. Európa minden részéről érkeztek tanulók a városba, hogy hallgassák előadásait.
Bázelben érte el karrierje csúcsát. Előadásaiban a természet gyógyító erejét hangsúlyozta, és elítélte a természetes tisztulást megakadályozó sebkezelési módszereket, mint például a mohával vagy szárított trágyával való párnázást.
1528 tavaszára azonban rossz viszonyra tett szert a helyi orvosok, patikusok és bírók körében. Elhagyta Bázelt, és különféle helyeken szállt meg barátaival, és a következő nyolc évben tovább utazott. Bebarangolta Dél-Németországot, 1529-ben Nürnbergben, 1530-ban Beratzhausenben szállt meg. Ez idő alatt a szifiliszről írt traktátusokat és egyik legismertebb művét, a "Paragranum"ot.
1530-ban a nürnbergi hivatalnokok megtiltották könyveinek kinyomtatását, amivel a szélesebb közönséget remélte elérni. 1531-ben több hónapig a svájci St. Gallen városában maradt. Itt írt egy másik fontos orvosi művet, az "Opus paramirum"-ot. Itt, St. Gallen-ben figyelte meg a Halley-üstökös visszatérését is.
Vándor világi prédikátorként működött, és „koldusruhában” jelent meg Appenzellben, Innsbruckban, Sterzingben (Vipiteno). Nem sikerült elérnie a remélt orvosi munkát, de tanulmányozta a bányászok betegségeit – szilikózist és tuberkulózist.
Legnagyobb irodalmi sikere a "Die grosse Wundartzney" (Nagy Sebészet) publikálása volt Augsburgban, 1536-ban, amely azon kevés nyomtatott könyvek egyike volt, amelyek élete során megjelentek. 1537-ben az ausztriai Linz melletti Eferdingben tartózkodott, ahol befejezte az "Astronomia magnát", fő filozófiai munkáját.
1538 tavaszán visszatért Villachba, hogy meglátogassa apját, de azt tapasztalta, hogy apja már korábban meghalt. 
1540-ben arról számol be, hogy beteg. 1541-ben Salzburgba költözött, ahol ez év őszén elhunyt. Halálának oka feltehetően krónikus higanymérgezés volt; alkímiai kísérleteinek késői következménye.
Kívánsága szerint Salzburg Szent Sebestyén temetőjében (Sebastiansfriedhof) temették el. Földi maradványait 1752-ben a salzburgi Szent Sebestyén-templomba (Sebastianskirche) helyezték át.

## Munkássága
Az élete során rengeteget írt. Írásai mintegy harminc nagy kötetet tesznek ki, nem számítva a valószínűleg számos elveszett írást. Mindazonáltal élete során ezek közül csak néhány került nyomdába: néhány asztrológiai prognózis, a Pfäfers-apátság gyógyfürdőjének leírása, néhány könyv a szifiliszről és a legátfogóbb mű pedig a "Grosse Wundarznei" (Nagy Sebészet) volt. A többit eltiltották a nyomtatástól, minden bizonnyal annak a ténynek köszönhetően, hogy kellemetlen író volt, akinek a reformjait és kritikáját nem értékelték. Az 1560-as években, húsz évvel a halála után azonban felébredt az érdeklődés a nézetei iránt és számos művét megjelentették, amely az orvosi és filozófiai munkáinak kiadásában csúcsosodott ki.

### Orvosként

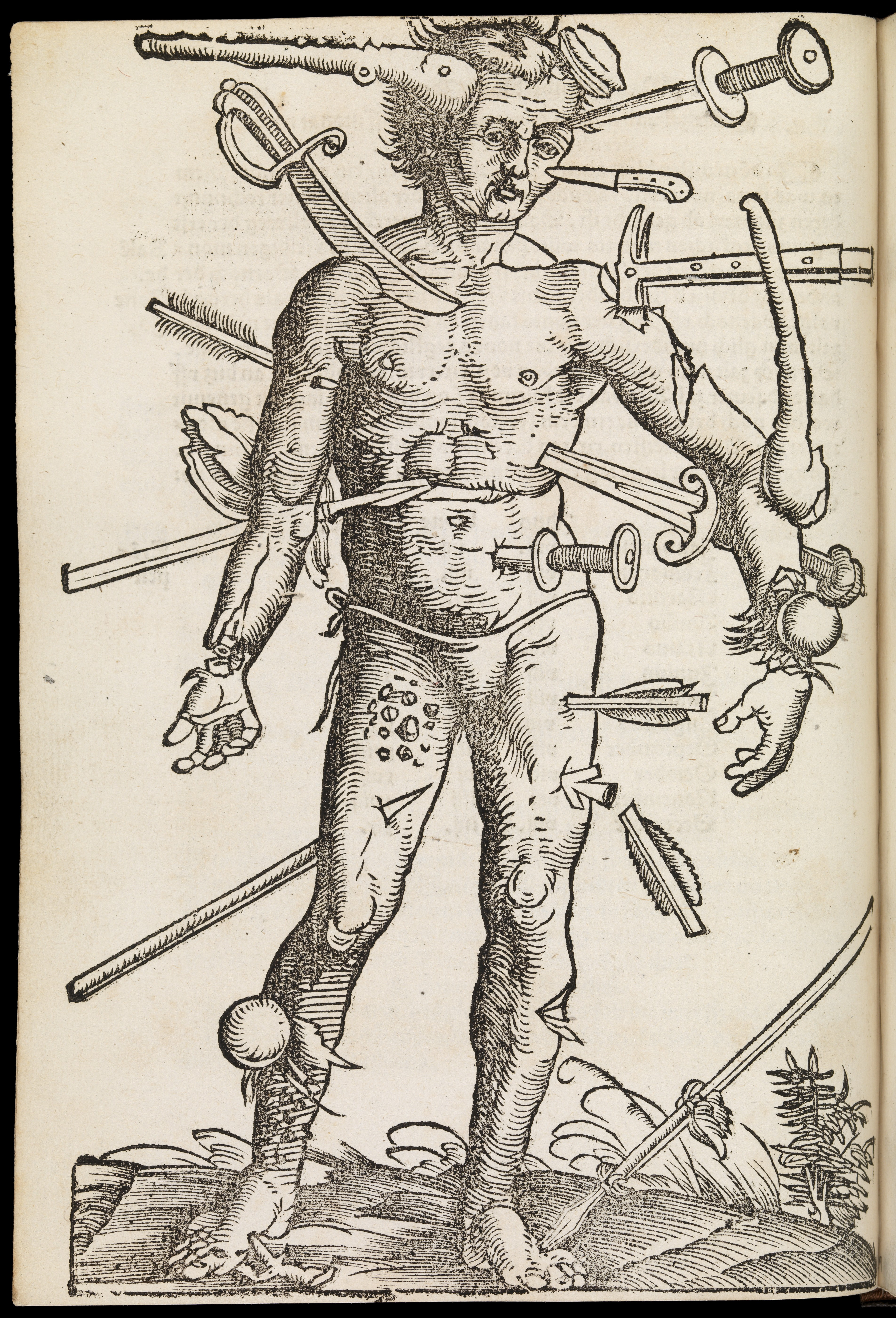
Sebészetről szóló könyvének egyik illusztrációja. Der grossenn Wundartzney, das erst Bůch, Augsburg, 1537

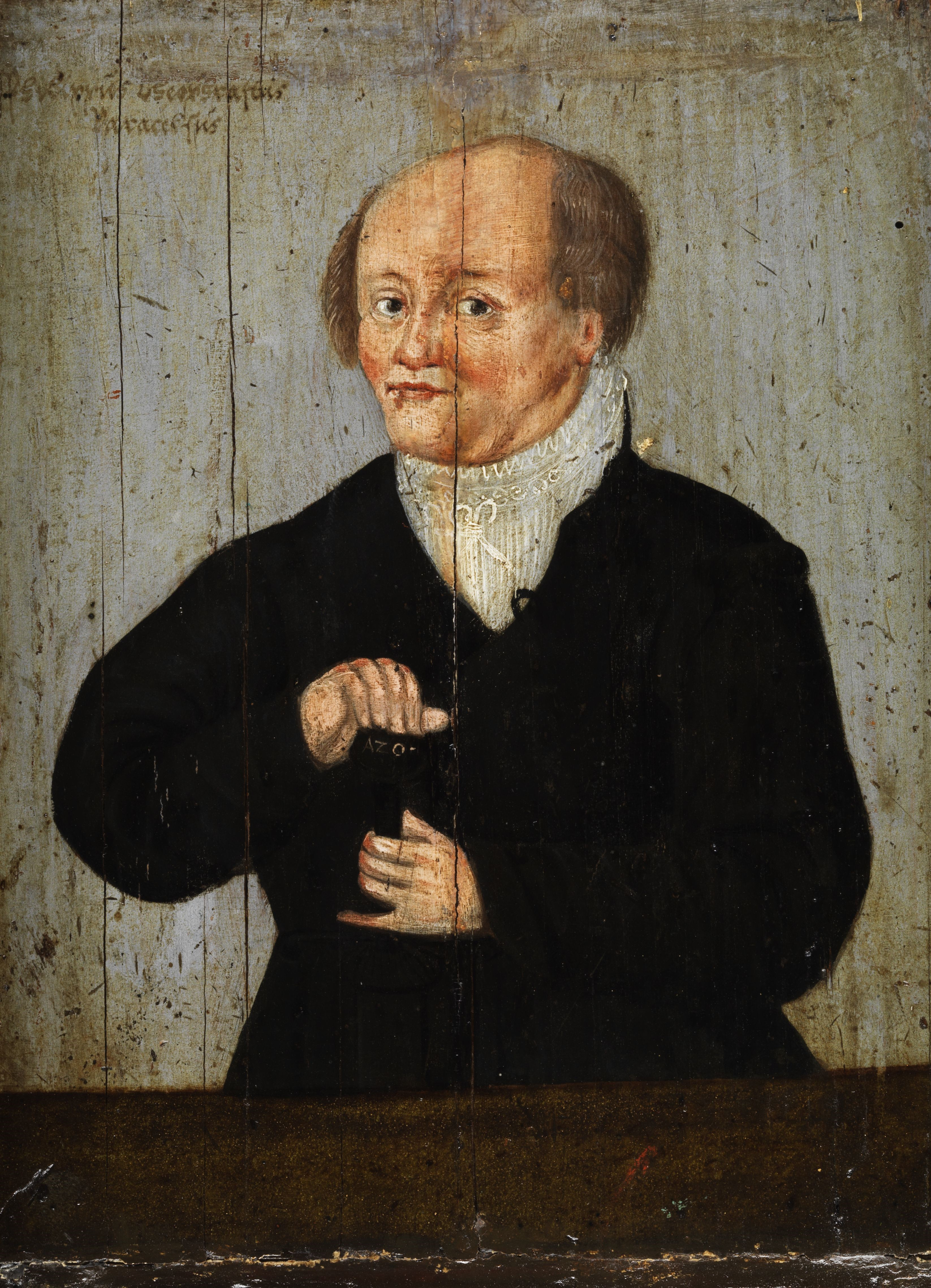
Philippus Theophrastus Paracelsus

Számos írása ismerteti a különféle betegségeket és azok kezelését, mint például a szifilisz, a pestis, a sárgaság, a himlő és az epilepszia. „Láthatatlan betegségekként” még a mentális betegségeket is leírta.
Az orvosi írásainak nagy része a sebészettel kapcsolatos, mint például a "Berthonea" vagy a "Chirurgia minor", a "Von allen offnen Schäden" és a "Große Wundarznei" (Nagy Sebészet, 1536). Ez utóbbi mű két részből áll. Az első címe: „... az orvos test- és sebgyógyszere minden sebre, csípésre, lövésre, égési sebre, állatharapásra, csonttörésre...”, a másodiké: „A nyílt sebek eredetéről és gyógyulásáról”.
A sebészet a középkori és kora újkorban elsősorban a sérülések, tályogok, kiütések és egyéb bőrbetegségek kezelését jelentette, nem pedig a mai értelemben vett sebészeti beavatkozásokat. A sebészeti írásai megfigyelést és részletes előírást tartalmaznak.
Korának számos orvosi műhibáját megtámadta, beleértve az értéktelen pirulák, kenőcsök, balzsamok, füstölőszerek használatát.
Nemcsak a fizikailag érzékelhető tünetek és kórok érdekelték, hanem a teljes ember, minden lelki és szellemi indíttatásával együtt. Elutasította a sebek kezelésének akkoriban szokásos módszereit: a forró olajjal való kiégetést, illetve a gangrénás végtag amputálását. Szentül hitt abban a „képtelenségben”, hogy a sebek maguktól begyógyulnak ha megfelelően kitisztítják és megóvják őket a fertőzéstől. Abban is különbözött kortársaitól, hogy maga készítette orvosságait. Az orvostudományt tekintette alaptudománynak és új módszereiben a tapasztalat jelentőségére hívta fel a figyelmet.
Sokan csodadoktornak tartották, mivel számos reménytelennek tűnő beteget sikerült meggyógyítania. Ő azonban nem képzelte magát varázslónak és lenézte mindazokat, akik ekként tekintettek rá. Gyakorlati szemléletű természettudós volt, aki a korabeli európai orvostudomány ismereteinek egy részét alkalmazta.
Szokás volt, hogy az orvosok leírást adnak a gyógyfürdőkről és azok üdvös hatásairól. Paracelsus leírását az akkor híres pfäfersi gyógyfürdőről  még életében kinyomtatták (1535). Hasonló értekezések a "Von den natürlichen Bädern" (A természetes fürdőkről) és a "Von den natürlichen Wassern" (A természetes vizekről).
Halála után a paracelsianizmus mint mozgalom felértékelődött a felvilágosultabb orvostársadalom körében, amely le kívánt számolni a hagyományos galénoszi orvoslással és annak módszereivel, így Paracelsus tanai egyre szélesebb körben váltak ismertté, módszereit mind gyakrabban alkalmazták.

### Toxikológiai eredményei

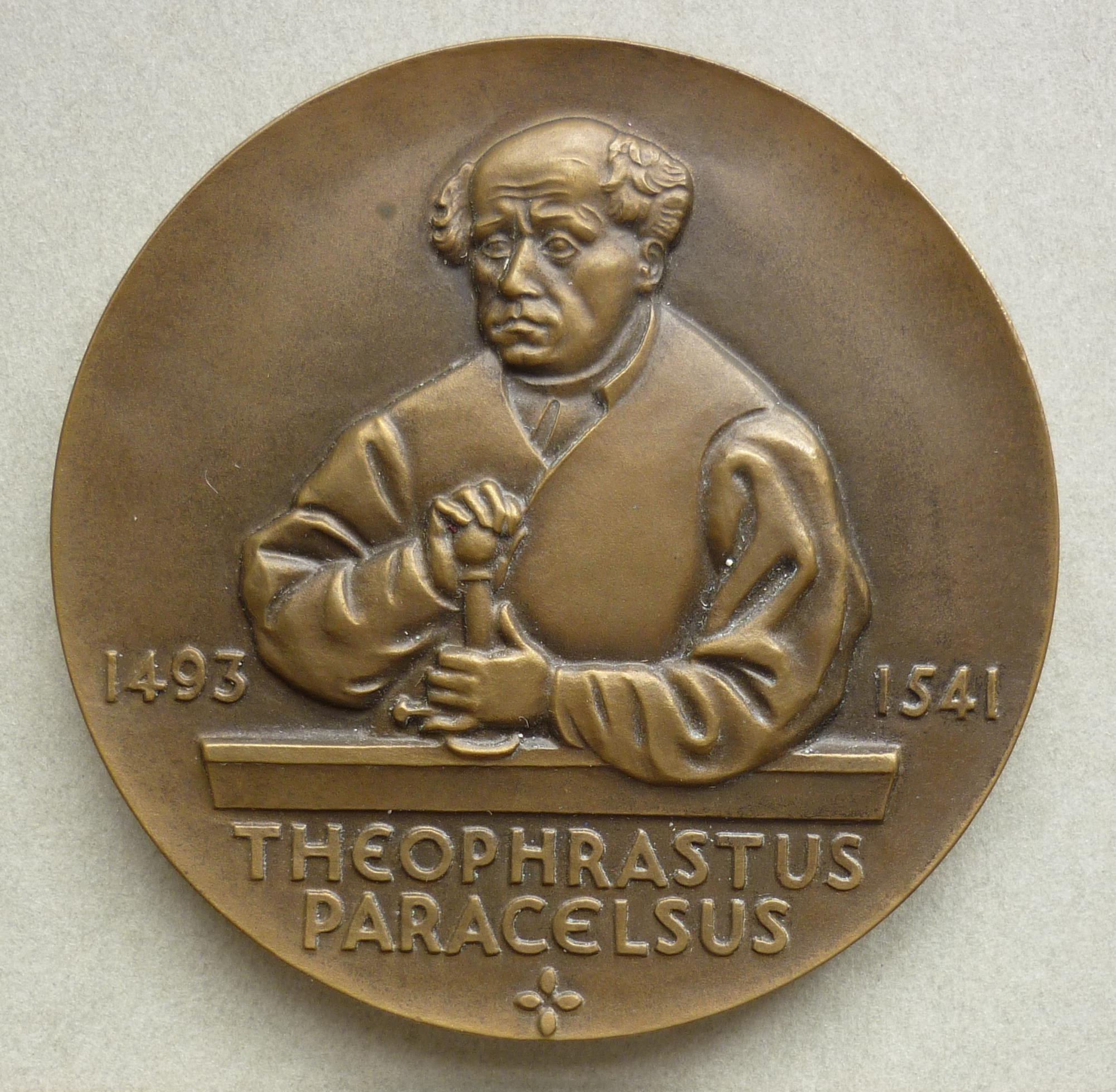
A német orvosi szakma által adott Paracelsus-érme az orvosok számára nyújtott legnagyobb megtiszteltetés. 1952 óta évente pár orvos kapja meg a német orvosi kongresszuson.

Úttörő volt a reneszánsz "orvostudományi forradalmának" számos vonatkozásában; ma a toxikológia atyjaként is emlegetik.
Mondása:

„Dosis sola facit venenum.”
„A mennyiség teszi a mérget.” (Kis adagban gyógyszer, nagy adagban méreg.) 
Eredeti megfogalmazásban:
„Alle Ding' sind Gift und nichts ohn' Gift; allein die Dosis macht, das ein Ding kein Gift ist.” (német)
„Minden dolog méreg, ha önmagában nem is az; csupán a mennyiség teszi hogy egy anyag nem méreg.”
Más szóval, az anyag mennyisége legalább olyan fontos, mint annak természete. Például, egyes embereknél az aszpirin kis mennyiségben jótékony hatású orvosság, míg nagy mennyiségben halálos méreg lehet. Ugyanakkor bizonyos személyek esetén már egészen kis mennyiségű aszpirin is halált okozhat.
A természetben ható anyagok tulajdonságait három kémiai ősprincípiumra: a sóra, a higanyra és a kénre vezette vissza. Az emberi testben (a mikrokozmoszban) zajlik az életet fenntartó kémiai anyagcsere, aminek a lényege egy folytonos méregtelenítő funkció. Paracelsus abból indult ki, hogy minden, amit táplálékként magunkhoz veszünk, mérget tartalmaz, ami önmagára veszélytelen, de az elfogyasztóra veszélyes lehet. Ezek lebontása és kiválasztása a szervezetben munkálkodó belső alkimista dolga, amely valamennyi élőlényben tevékenykedik. Paracelsus arra is kitért, hogy a káros anyagok milyen úton távoznak a szervezetből. Így például az arzéntartalmú anyagok a fülön, a kénvegyületek az orrjáratokon, a higany pedig a bőr pórusain keresztül távoznak. A végső bomlástermékek gyűjtőneve a „tartarus”, amely kő, homok, agyag és iszap formájában ürül ki. Amennyiben ez tökéletlenül megy végbe, ebből erednek az ún. tartarikus betegségek, a lithiasisok, az érelmeszesedés és az ízületi bajok.

### Az orvoslás négy alappillére
Az új orvoslás alapjait kifejtő Paragranum című művében az orvosi gyógyító tevékenység leírásában négy alappillérről ír.
Az első pillér a klasszikus értelemben vett filozófia, a bölcsesség szeretete, a látható és a láthatatlan természet egységben történő kutatása.
A második oszlop az asztrológia: az ókori hagyományokhoz hasonlóan Paracelsus a Naprendszer bolygói és az emberi test szervei, szervrendszerei között összefüggést talált (például a Napot a szívhez, a Holdat az agyhoz, a Merkúrt a tüdőhöz kapcsolta). Ezért tartotta fontosnak, hogy az orvos legyen jártas a csillagjóslás tudományában. Archidoxes of Magic című munkájában például jó néhány bekezdést szentel a különböző zodiákus jelekkel ellátott talizmánok és a különböző medálok gyógyító hatásának leírására. Megalkotott továbbá egy különös ábécét, amelyet Alphabetum Maginak nevezett el, és ezt használva, angyalok nevét véste rá a talizmánokra.
A paracelsusi orvoslás harmadik pillére az alkímia, az anyag átalakításának tudománya. Az alkímiát a gyógyszerkészítés szolgálatába kívánta állítani (spagíria). Így summázta nézeteit: „Sokan mondták már, hogy az alkímia csupán arany- és ezüstcsinálásra való. Számomra nem ez a cél, hanem megfigyelni minden erényt és erőt a gyógyítás szolgálatában.” Gyógyszerei elsősorban gyógynövényekből és fémekből készültek, amelyek közvetlenül a természetben megtalálható formában nem használhatók gyógyításra, ezért szükség van az orvosra – mint alkimistára –, aki belőlük megfelelő főzetet, kenőcsöt készít. (Az alkímia hagyományai a modern orvostudományban is felfedezhetők. Például a Caduceus lett a nyugati orvoslás fő szimbóluma.)
Az orvoslás negyedik oszlopa az orvos jelleme: önzetlensége és erkölcsi tisztasága, ami Paracelsus szerint minden gyógyszernél hatásosabb. Azt tanította, hogy Isten a legfőbb orvos, csak Isten képes minden betegséget meggyógyítani. Az orvosnak az Ő példáját követve, szerényen és szeretettel kell munkálkodnia.

### Nézetei
Sokrétű és mély hatást gyakorolt a 17. század intellektuális életére; bár kortársai kevéssé értették meg, a következő generációk számára prófétikus erejű mester lett, és a különböző irányokba fejlődő ’paracelzizmus’ az emberi érdeklődés minden területét felölelte a sebészettől a gyógyszertanig, az alkímiától az asztrológiáig, az okkult filozófiától a teológiáig, és hatását kimutatták a 17. századi költészet történetében is.
Az őt elemzők közül már Jung kimutatta a gnosztikus kereszténység, a prisca theologia , a kabbala és az alkímia szoros összefüggéseit a tanításaiban, melynek központjában a primordiális ember áll, akinek tökéletességét és hatalmát az újjászülető ember visszaállíthatja.
Elutasította a gnosztikus hagyományokat,[forrás?] de megtartotta a hermetizmust, a neoplatoni és a pitagorászi filozófiát. Nézeteit egyfajta univerzalizmus, a vallási megújulás iránti általános fogékonyság és fokozott szociális érzékenység jellemezte. Egyszerre törekedett a hagyományos teológiai szemlélet és a természettudományok összhangjának megteremtésére és a hagyományos misztika és apokaliptika saját okkult és ezoterikus látásmódja szerinti értelmezésére. Az Okkult filozófia című művében a mágiáról, a szellemek mibenlétéről, a felszentelésről, az álmokról és a megszállottságról fejtette ki nézeteit.
Részben elutasította Agrippa von Nettesheim és Nicolas Flamel mágikus elméleteit is.
Hermetikus világképében az “Universum tökéletes egységéről van szó” és minden “összefüggésben áll, ahol az egyik a másik nélkül nincs”. Minden az “ősi Misztériumból származik, és lényege szerint minden egy és ugyanaz”. “így az ember mikrokozmoszként jelenik meg, mert a makrokozmosz lényege van belesűrítve".
A betegség és az egészség az ember (mint a mikrokozmosz), és a természet (mint a makrokozmosz) közötti harmónia megnyilvánulásai. Filozófiája szerint az ember megismeréséből (mikrokozmosz) lehet következtetni a világ (makrokozmosz) jelenségeire. Összegezte a korát megelőző különböző nézeteket és azok alapján úgy tekintette, hogy nem a lélek tisztasága, hanem a test pillanatnyi ásványi egyensúlyának megbomlása okozza a betegségeket, amelyeket a test kémiájának orvosolásával lehet meggyógyítani.
Új gyógyszerkészítési elveivel a kémiai és ásványi elemek orvosi felhasználásnak (iatrokémia) úttörője volt. A paracelsusi iatrokémia elvi újítása az, hogy míg a régiek a vegyi anyagokat zömmel külsőleg, sebekre és bőrbajokra alkalmazták, addig Paracelsus belső szerként is használta őket. Paracelsus volt az első orvos, aki gyógyszerként volt képes alkalmazni egyébként mérgező, például higany-, kén-, vagy vasvegyületeket.

### A csavargó polihisztor

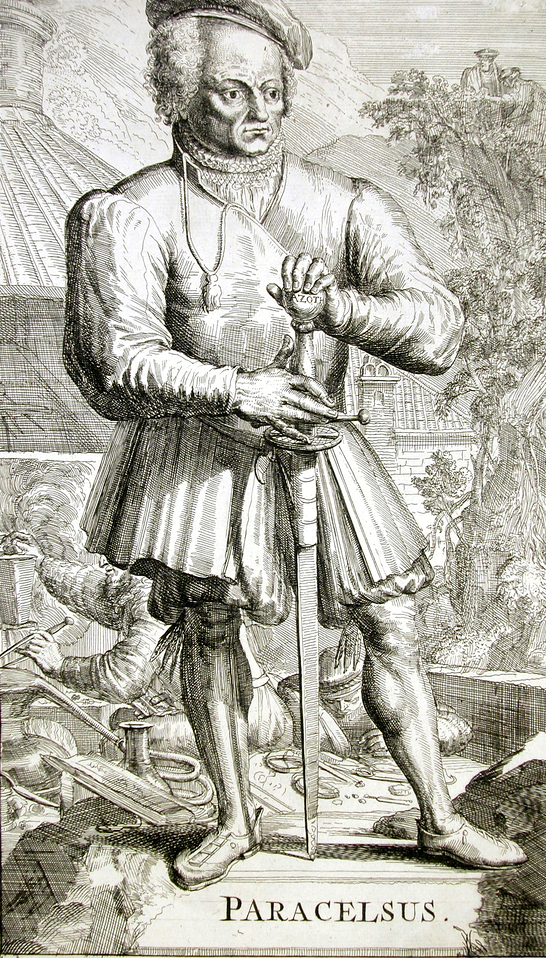
Paracelsus a "toxikológia atyja"

„...Paracelsus egyike az egész korszak legeredetibb alakjainak: humanista és fizikus, alkimista és asztrológus, kézjós és halottidéző, sebész és varázsló, a nitrogén felfedezője és a tudományos orvostan megújítója. Állandó vándoréletében mindenki körüludvarolja mint orvost, tanítót és aranycsinálót; lármás udvartartás rajong érte, s ebben tarkán keverednek a tudomány valódi hívei kalandorokkal és a bölcsek kövére vágyakozó naplopókkal (mint ahogy abban az időben különben is alig lehet egymástól elválasztani a közönséges aranyéhséget és a nemes tudományszomjat). Mindenütt szenzációs gyógyításokat hajt végre, ismereteket gyűjt és terjeszt, botrányt és csodálatot idéz elő, végül alattomosan meggyilkolják néhány, méltóságokkal felruházott kartársának ösztönzésére, akiknek üzletét az ő lángelméje zavarta...”  
Eredményei ellenére  a kortárs orvosok körében nem volt népszerű. Paracelsus hírneve és gőgössége bőszítette Európa többi orvosát. 1527-ben Bázel városának hivatalos orvosa lett és medicinát tanított a helyi egyetemen. Magabiztosan, szokatlan költői és retorikai erővel anyanyelvén, németül hirdette a tanait. 
Ám posztját alig egy évig tarthatta meg, mert azzal dühítette tanult kollégáit, hogy tanítványaival az utcán elégette Avicenna Kánonját, a korabeli orvoslás egyik alapművét, továbbá más orvosok publikációit és könyveit. Még a városból is kitiltották, miután jogi bonyodalomba keveredett egy orvosi díj beszedése kapcsán.
Jellegzetes reneszánsz egyéniség, polihisztor tudós volt, aki élete utolsó másfél évtizedében tipikus csavargóként városról városra vándorolt. Megfordult Wrocławban, Bécsben, Münchenben, Nürnbergben, Augsburgban, miközben sorra adta ki részben már német nyelvű orvosi, bölcseleti, természettudományi, sőt teológiai írásait. Az 1536-ban Ausburgban megjelenő Die grosse Wundartzney (A nagy sebészkönyv) című munkája révén, rövid időre újra az ismertség középpontjába került.

### Okkultizmus
Nem jelentéktelenek azok a mágikus írásai, amelyek a természet láthatatlan, titkos oldalát feltételezik szellemekkel és démonokkal, valójában egy olyan világgal, amely nem mond ellent a bibliai kérdéseknek sem. A  "Philosophia magna" című műve és az "Occulta philosophia" (Okkult filozófia) a mágikus világkép különböző témáit írja le. Az "Astronomia magna" vagy másképp "Philosophia sagax" 1537-ben fejeződött be, de csak 1571-ben adták ki. Ez egy értekezés a hermetikáról, az asztrológiáról, a jóslásról, a teológiáról és a démonológiáról.
Számos, többnyire a 16. század végén írt értekezést Paracelsusnak művének hazudtak, a nagyobb értékesítési siker érdekében. Leginkább a transzmutációs alkímiára és mágiára vonatkozó művek, olyan címekkel, mint "Libellus de tinctura physicorum", "Thesaurus thesaurorum alchemistarum", "Coelum philosophorum", "Manuale de lapide philosophico", "Ratio extrahendi ex omnibus metallis mercurium", "Archidoxis magica" és "Archidoxis magica". Ezen művek által téves kép alakult ki Paracelsusról.

### Teológia
Érdeklődő laikusként bekapcsolódott az egyházreformról folyó általános vitába. Nézetei eltérnek a Luther és Zwingli körüli fő áramlattól, és az úgynevezett radikális reformációhoz sorolhatók.
Teológiai írásai lényegében a Biblia, leginkább Dániel könyve, Ésaiás könyve, a Tízparancsolat, a Zsoltárok és Máté evangéliumához fűzött kommentárok. Az egyházi reformáció aktuális kérdéseivel foglalkozott, mint a keresztség, a bűnbánat, a házasság és a keresztény etika; annak minden társadalmi hatásával együtt.
Ami az evangéliumokban leírt csodás gyógyulásokat és ördögűzéseket illeti, megpróbálta beágyazni a természetfilozófián és mágián alapuló világképébe.

## Főbb művei
- Archidoxes of Magic

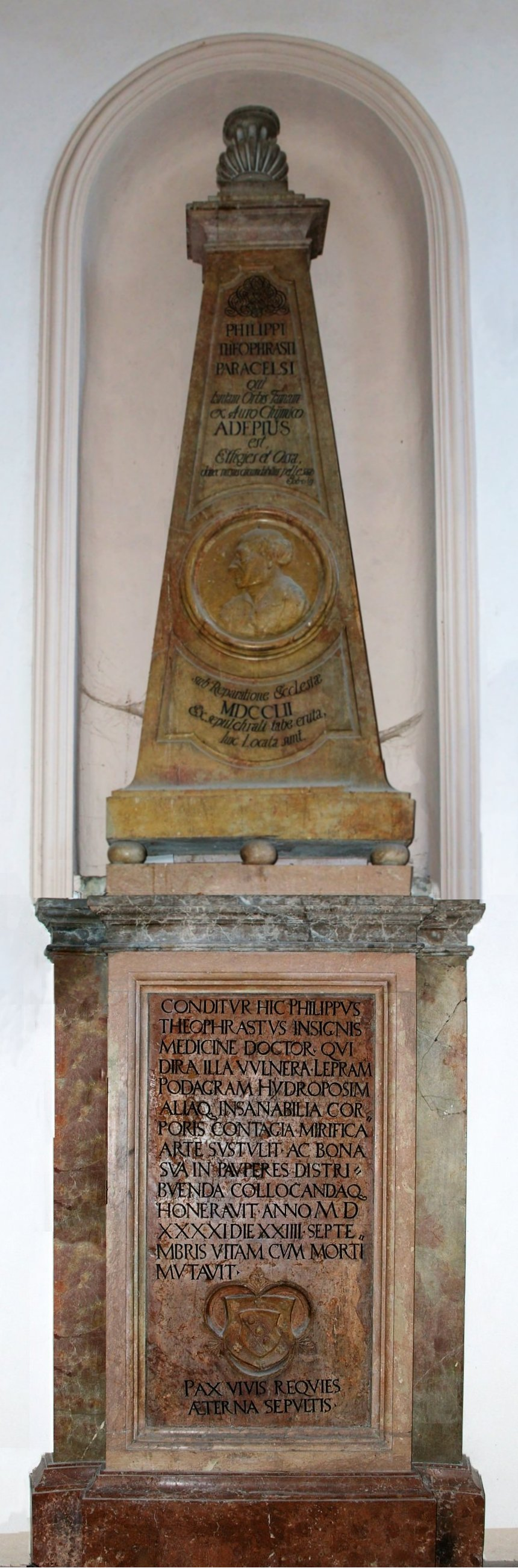
Sírtömbje Salzburgban

- Die Große Wundartzney (1536, Augsburg)
- Astronomia Magna (1537, Augsburg), (más néven Philosophia sagax)
- Sieben Defensiones (1538, h. n.)
- Wundt unnd Leibartznei (1549, Frankfurt, Christian Egenolff)
- Paragranum (1565, Frankfurt)
- Philosophia Magna (1567, Bázel)
- Philosophiae et Medicinae utriusque compendium (1568, Bázel)
- Von der Wundartzney: Ph. Theophrasti von Hohenheim, beyder Artzney Doctoris, 4 Bücher (1577, Peter Perna)
- Kleine Wundartzney (1579., Bázel, Peter Perna; 1608, Strassburg)
- Opus Chirurgicum, Bodenstein (1581, Bázel)
- Bücher und Schriften 1-10. (1589-1591, kiadó: J. Huser, Bázel)
- Opera omnia medico-chemico-chirurgica (1658, Genevae)

### Magyarul megjelent művei
- Paragranum – Az igaz gyógyítás oszlopai; utószó, jegyz., ford.: Adamik Lajos; Helikon, Budapest, 1989 (Helikon stúdió), ISBN 963 207 9817
- Paragranum avagy Az igaz gyógyítás oszlopai; fordította: Adamik Lajos, átdolgozta: Katona Zsolt Vazul; Asztrálfény, Budaörs, 1994 (A mágia klasszikusai)
- Okkult filozófia; fordította: Ladányi Lóránd; Hermit, Miskolc, 2001
- Archidoxa magica. A mágia őstörvényei; fordította: Ladányi Lóránd, Nagy István; Hermit, Onga, 2008
- Elementális lények. Könyv a nimfákról, szilfidekről, pigmeusokról, szalamandrákról és egyéb eleven teremtményekről Theophrastos Bombastus von Hohenheimtől; fordította: Ladányi Lóránd; Hermit, Onga, 2012
- Volumen Medicinae Paramirum de Quinque Entibus omnium morborum – Fejezet az orvoslás csodáit magyarázó jelenségekről, minden betegség mögött álló öt lényegről, fordította: Hardy Vajk Máté; magánkiad., Pécel, 2024, ISBN 9786150206127

## Emlékezete
- Paracelsus, Georg Wilhelm Pabst filmje 1943-ból
- „Paracelsus”, Robert Browning hosszú drámai költeménye
- Jorge Luis Borges: „Paracelsus rózsája”
- Paracelsus mint a Harry Potter sorozat „Csoki Béka” kártyáinak egyik figurája